# Васильева, Галина Давыдовна
Гали́на Давы́довна Васи́льева (в девичестве Беспоко́ева; 7 июля 1933, Ленинград — 30 октября 2012) — советская шоссейная велогонщица и тренер по велосипедному спорту. На соревнованиях представляла спортивное общество «Спартак», чемпионка СССР, призёрка всесоюзных первенств, мастер спорта. Работала тренером в спортивных обществах «Спартак», «Трудовые резервы», «Динамо». Заслуженный тренер СССР.

## Биография
Родилась 7 июля 1933 года в Ленинграде. Начала карьеру велогонщицы в возрасте пятнадцати лет в 1948 году в ленинградской детской спортивной школе Городского отдела народного образования. Позже в 1952 году присоединилась к ленинградскому совету добровольного спортивного общества «Спартак», где впоследствии состояла в течение восьми лет. Проходила подготовку под руководством тренера Н. И. Петрова.
Наибольшего успеха как спортсменка добилась в сезоне 1955 года, когда одержала победу на чемпионате Советского Союза по шоссейному велоспорту. Год спустя на первой летней Спартакиаде народов СССР также завоевала бронзовую награду в командной гонке на 25 км, а в сезонах 1957 и 1958 годов была на всесоюзных первенствах по велоспорту серебряной и бронзовой призёркой соответственно. Входила в состав сборных команд Ленинграда и СССР, выполнила норматив мастера спорта СССР.
Одновременно со спортивной карьерой Васильева осуществляла в «Спартаке» и тренерскую деятельность. В 1955 году она окончила Высшую школу тренеров при Государственном институте физической культуры имени П. Ф. Лесгафта, после чего училась на заочном отделении этого института, окончив его в 1964 году.
В период 1961—1963 годов работала тренером по велосипедному спорту в ленинградском совете добровольного спортивного общества «Трудовые резервы», затем почти в течение трёх десятилетий в 1964—1993 годах занимала должность старшего тренера в ленинградском (санкт-петербургском) физкультурно-спортивном обществе «Динамо». В период 1993—1997 годов работала старшим тренером в санкт-петербургской Школе высшего спортивного мастерства. С 1999 года находилась на должности Совета ветеранов санкт-петербургского «Динамо», была вице-президентом Федерации велоспорта Санкт-Петербурга и Ленинградской области. Принимала активное участие в организации первых соревнований по маунтинбайку в Ленинградской области.
Галина Васильева входит в число лучших советских тренеров по велоспорту 1960-х — 1970-х годов, в это время она неоднократно попадала в число лучших тренеров СССР и Ленинграда. В ходе многолетней тренерской работы подготовила множество титулованных гонщиков, добившихся выдающихся результатов на международной арене. Так, одна из самых известных её учениц, заслуженный мастер спорта Анна Конкина, дважды выигрывала мировые первенства в шоссейной групповой дисциплине. Другой её воспитанник, заслуженный мастер спорта Владислав Нелюбин, является серебряным призёром «Велогонки Мира» и участником летних Олимпийских игр в Мехико. Также под руководством Васильевой в разное время проходили подготовку такие известные велогонщики как С. Морозов, А. Тимофеев, Л. Тихомиров, Л. Торопов. За выдающиеся достижения на тренерском поприще удостоена почётного звания «Заслуженный тренер СССР». Награждена медалью «За трудовую доблесть».
Умерла 30 октября 2012 года после тяжёлой болезни. Похоронена на Красненьком кладбище в Санкт-Петербурге.
Ежегодно в Суоранде проходит мемориальная гонка по маутинбайку памяти заслуженного тренера СССР Галины Давыдовны Васильевой.